# Musbury Tor
Musbury Tor är en ås i Storbritannien.   Den ligger i riksdelen England, i den centrala delen av landet, 280 km nordväst om huvudstaden London.